# Mocajuba
Mocajuba là một đô thị thuộc bang Pará, Brasil. Đô thị này có diện tích 870,8 km², dân số năm 2007 là 23184 người, mật độ 26,62 người/km².